# Notophylle
Notophylle se dit de :
- feuilles de végétaux dont la surface du limbe est comprise entre 2 025 et 4 500 mm2[1] (20,25 à 45 cm2) selon la classification modifiée de Jack A. Wolfe (1993)[2].
- plantes qui ont des feuilles notophylles. Par exemple, la viorne lantane.